# Václav Svoboda (politik KSČ)
Václav Svoboda (11. června 1920 Korouhev – 1. února 1973) byl český a československý politik KSČ, za normalizace ministr zemědělství a výživy České socialistické republiky a poslanec České národní rady.

## Biografie
Po roce 1945 pracoval jako úředník, v roce 1947 se stal předsedou ONV Teplá a v období let 1950-1953 zastával post vedoucího tajemníka Okresního výboru KSČ v Chebu. Mezi roky 1953 a 1957 zastával funkci vedoucího oddělení a tajemníka pro zemědělství na Krajském výboru KSČ Karlovy Vary. V roce 1960 absolvoval Vysokou stranickou školu ÚV KSČ a stal se v letech 1960-1968 zástupcem vedoucího oddělení zemědělství na Ústředním výboru Komunistické strany Československa, později jako pomocník tajemníka ÚV KSČ. V roce 1968 se stal vedoucím sekretariátu byra ÚV KSČ, později tajemníkem byra ÚV KSČ pro zemědělské otázky. Zasedal rovněž v zemědělské komisi ÚV KSČ, od roku 1963 jako její tajemník. Byl mu udělen Řád práce (roku 1970), Řád Vítězného února a Vyznamenání Za zásluhy o výstavbu. 5. února 1973 mu prezident republiky generál Ludvík Svoboda udělil in memoriam Řád republiky.
Od ledna 1970 do února 1971 byl tajemníkem Byra ÚV KSČ pro řízení stranické práce v českých zemích. Za člena ÚV KSČ byl kooptován 3. prosince 1971. Pak byl až do února členem sekretariátu ÚV KSČ a tajemníkem ÚV KSČ.
V únoru 1971 byl jmenován členem české vlády Josefa Korčáka jako ministr zemědělství a výživy. Ve funkci setrval do konce funkčního období vlády v prosinci 1971. Pak usedl do České národní rady, kam byl zvolen ve volbách roku 1971. Setrval v ní do své smrti roku 1973.